# Kotozata botelensis
Kotozata botelensis är en insektsart som först beskrevs av Kato 1931.  Kotozata botelensis ingår i släktet Kotozata och familjen spottstritar. Inga underarter finns listade i Catalogue of Life.